# باشگاه فوتبال اسبیرگ
باشگاه فوتبال اسبیرگ (انگلیسی: Esbjerg fB)  یک باشگاه فوتبال است که در اسبیرگ کشور دانمارک پایه‌گذاری شده‌است.